# (14341) 1983 RV3
A (14341) 1983 RV3 a Naprendszer kisbolygóövében található aszteroida. Henri Debehogne fedezte fel 1983. szeptember 4-én.